# Q'eqchi' (volk)

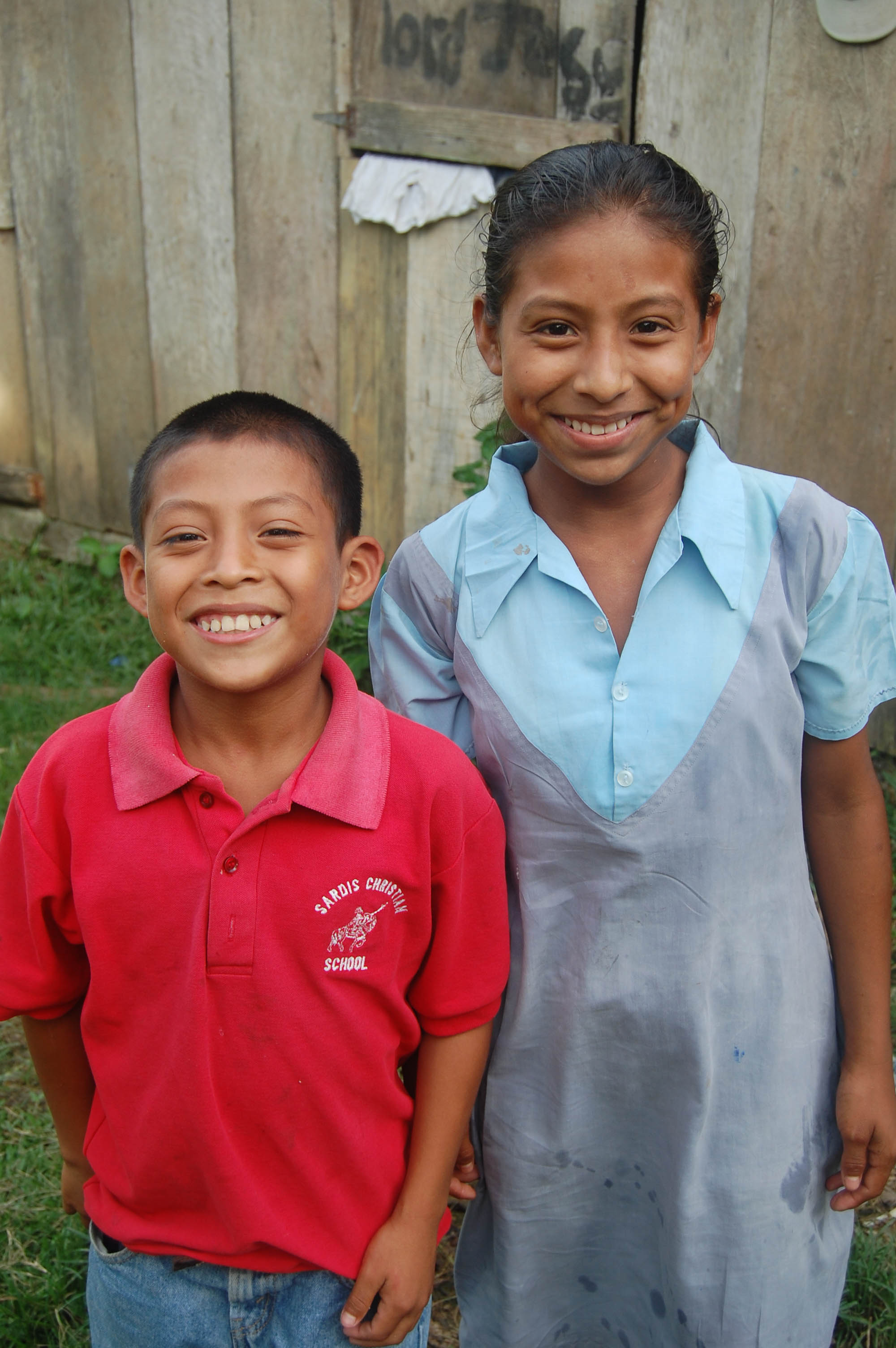
Q'eqchi' kinderen

De Q'eqchi' of Kekchí vormen een Mayaanse bevolkingsgroep van Guatemala en Belize van ongeveer 800.000 zielen. De Q'eqchi' leven in het oosten van Guatemala, voornamelijk in de departementen Alta Verapaz, El Petén en Izabal, alsook in het zuiden van Belize. Daarnaast hebben zich in recente tijd emigrantengemeenschappen gevormd in de Verenigde Staten, Mexico en El Salvador.
Als traditionele hoofdstad van de Q'eqchi' kan Cobán in het oorspronkelijke kernland, de Alta Verapaz, gelden, een stad met een hoog percentage Q'eqchi'-sprekenden die op alle maatschappelijke niveaus werkzaam zijn. Het Q'eqchi' behoort tot het Hoogland-Maya en is verwant aan het K'iche', de taal van de Popol Vuh.
Het berggebied van de Verapaz, 'Ware Vrede', was in de tijd van de Spaanse verovering juist een oorlogsgebied bij uitstek. Door de inspanningen van bisschop Bartolomé de las Casas en zijn Dominicanen werd het gebied tot rust gebracht. In de negentiende eeuw werden in de Alta Verapaz door het gouvernement inheemse gronden uitgedeeld aan Duitse immigranten die er uitgestrekte koffieplantages aanlegden. Op deze plantages bevonden zich de nederzettingen van de machteloze en uitgebuite inheemse bevolking. Pas tijdens de Tweede Wereldoorlog kwam een eind aan de Duitse overheersing van de Verapaz.
Het Q'eqchi'-gebied is niet verschoond gebleven van de genadeloze terreur waarmee de nationale overheid in de vroege jaren tachtig van de vorige eeuw de guerrilla-organisaties bestreed. Berucht is de massamoord op weerloze Q'eqchi' demonstranten in Panzós.
Achi · Acateken · Aguacateken · Chuj · Garifuna · Ch'orti' · Itza · Ixil · Jacalteken · K'iche' · Kaqchikel · Lacandón · Mam · Mopan · Poqomam · Poqomchi' · Q'anjob'al · Q'eqchi' · Sacapulteken · Sipakapense · Tectiteken · Tz'utujil · Uspanteken · Xinka
Cacaopera · Chorotega · Lenca · Pipil · Poqomam · Q'eqchi'